# 賈克氏條鰍
賈克氏條鰍（學名：Nemacheilus jaklesii）為輻鰭魚綱鯉形目條鰍科條鰍屬的其中一種。分布於亞洲印尼蘇門答臘淡水流域，棲息在河川底層水域，生活習性不明。

## 扩展阅读
維基物種上的相關：賈克氏條鰍